# Osceola Mills
Osceola Mills es un borough ubicado en el condado de Clearfield en el estado estadounidense de Pensilvania. En el año 2000 tenía una población de 1,249 habitantes y una densidad poblacional de 1,418.4 personas por km².

## Geografía
Osceola Mills se encuentra ubicado en las coordenadas 40°51′10″N 78°16′14″O / 40.85278, -78.27056.

## Demografía
Según la Oficina del Censo en 2000 los ingresos medios por hogar en la localidad eran de $29,891 y los ingresos medios por familia eran $32,727. Los hombres tenían unos ingresos medios de $30,208 frente a los $21,000 para las mujeres. La renta per cápita para la localidad era de $14,932. Alrededor del 9.5% de la población estaba por debajo del umbral de pobreza.